# Dieter Waldeis
|  | Dieser Artikel wurde aufgrund von formalen oder inhaltlichen Mängeln in der Qualitätssicherung Biologie zur Verbesserung eingetragen. Dies geschieht, um die Qualität der Biologie-Artikel auf ein akzeptables Niveau zu bringen. Bitte hilf mit, diesen Artikel zu verbessern! Artikel, die nicht signifikant verbessert werden, können gegebenenfalls gelöscht werden. Lies dazu auch die näheren Informationen in den Mindestanforderungen an Biologie-Artikel. |

Dieter Waldeis (* 1946) ist ein deutscher Gärtnermeister.

## Leben
Dieter Waldeis ist von Beruf Gärtnermeister der Fachrichtung Zierpflanzenbau. Seit seinem Berufsbeginn beschäftigt er sich intensiv mit Kakteenkunde. Von 1980 bis 1990 leitete Waldeis als 1. Vorsitzender die Ortsgruppe der Kakteenfreunde in Aschaffenburg und Umgebung der Deutschen Kakteen-Gesellschaft. Ab 1980 führten ihn Reisen nach Zentral- und Nordmexiko. Er arbeitete mit dem tschechischen Kakteenforscher Otakar Sadovský zusammen. Sein Interesse galt der Erforschung der Gattungen Turbinicarpus und Epithelantha. Er befasste sich ebenfalls mit der Sektion Echinocereus sect. Wilcoxia der Gattung Echinocereus. Waldeis besuchte die einzelnen Standorte der verschiedenen Arten. 2008 stellte er sein Wissen der Arbeitsgruppe Echinocereus zur Verfügung und half, das Buch über die Sektion Wilcoxia mit Wolfgang Blum und Dieter Felix zu erstellen.
Erich Haugg benannte nach ihm die Art Echinocereus waldeisii.

## Schriften (Auswahl)
- Wolfgang Blum, Dieter Felix, Dieter Waldeis: Echinocereus: Die Sektion Wilcoxia (=Der Echinocereenfreund, Sonderausgabe 2008). Rhauderfehn, 2008, ISBN 978-3-00-025565-6.

| Personendaten    | Personendaten            |
| ---------------- | ------------------------ |
| NAME             | Waldeis, Dieter          |
| KURZBESCHREIBUNG | deutscher Gärtnermeister |
| GEBURTSDATUM     | 1946                     |